# Йосиповка (Чемеровецкий район)
Йосиповка (укр. Йосипівка) — село в Чемеровецком районе Хмельницкой области Украины.
Население по переписи 2001 года составляло 22 человека. Почтовый индекс — 31617. Телефонный код — 3859. Занимает площадь 0,225 км². Код КОАТУУ — 6825282303.

## История
В 1946 г. указом ПВС УССР село Юзефовка переименовано в Йосиповку.

## Местный совет
31617, Хмельницкая обл., Чемеровецкий р-н, с. Гусятин, ул. Подлесная, 5